# سيدي موسى
سيدي موسى مدينة جزائرية تابعة لولاية الجزائر وبلدية تابعة لدائرة براقي، تقع في ضواحي جنوب غرب الجزائر العاصمة.

## الجغرافيا
سيدي موسى هي بلدية في سهل متيجة، تقع على بعد حوالي 25 كيلومترا من جنوب العاصمة الجزائرية. واد الحراش هي حدودها الغربية، في حين روافده يتدفق واد جمعة بالقرب من وسط المدينة.

### المحليات في المدينة
خلال التقسيم الإداري لعام 1984، شكلت بلدية سيدي موسى من الأحياء التالية
- سيدي موسى (عاصمة البلدية)
- الرايس (مسرح مجزرة رايس التي راح ضحيتها 98 شخصا حسب الاحصائيات الرسمية 29 أغسطس عام 1997)
- الزواوي
- الدهيمات
- الهواورة
- ولاد علال
- قايد قاسم

## النقل
- الطريق لاجتنابي رقم 2 جنوب العاصمة افتتح في 2010، ويقع في أقصى الشمال إلى حدود البلدية.
- تقع سيدي موسى عند تقاطع أربعة طرق، الطريق الوطني رقم 61 القادم من الكاليتوس للذهاب إلى بوفاريك، والطريق الولائي 14 الرابط بين براقي وبوقرة والطريق الولائي 14 للذهاب إلى الأربعاء.

## التاريخ
تم إنشاء قرية في 1853 على أراض تابعة ل«أولاد علال». في منتصف متيجة، إقليم تابع لبني موسى خلال الفترة العثمانية. وعلق على وصايه الجزائر.
بعد تقسيم أراضي عام 1984، تم إرفاق بلدية سيدي موسى إلى ولاية البليدة. وفي عام 1997، عند إنشاء محافظة الجزائر الكبرى، تم فصل البلدية من ولاية البليدة، للانضمام إلى ولاية الجزائر.

## الديموغرافيا
التغيرات الديموغرافية (المصدر: ONS)
| 1966 | 1977 | 1987  | 1998  | 2008  |
| 1303 | 2375 | 36565 | 27888 | 40650 |

## الاقتصاد
على الرغم من أن المدينة هي تاريخيا ذات طابع فلاحي، الا أنه ابتداءا من عام 1971، أقيمت منطقة صناعية على مساحة 166 هكتار وتتألف من مصانع مخصصة للجيش DNC-ANP. هذه المنطقة المخصصة للصناعات المعدنية والميكانيكية والخشب وأعمال البناء وتوضف في ذروتها أكثر من 000 10 شخص
بعض الشركات الموجودة في منطقة: الشركة الوطنية للعربات الصناعية، EVSM، الأسد بطاريات، SOCOMEWIB، مطاحن عمر بن عمر

## الرياضة
نادي كرة القدم: شباب البلدية سيدي موسى CBSM.
النادي الرياضي الهاوي الاتحاد الرياضي الزواوي سيدي موسى 2012

## الهياكل الرياضية
- المدينة تستضيف المركز الجديد لإعداد فرق كرة القدم الوطنية، فتح حول المستثمرات الفلاحية الاستعمارية القديمة.
- في نفس المركز، هناك المدرسة الوطنية لكرة القدم.

## مواضيع ذات صلة
- تاريخ ولاية الجزائر
- بلديات ولاية الجزائر
- دوائر ولاية الجزائر